# دیژن گبرمسکل
دیژن گبرمسکل (انگلیسی: Dejen Gebremeskel؛ زادهٔ ۲۴ نوامبر ۱۹۸۹) یک دونده دو استقامت اهل اتیوپی است.
از افتخارات وی میتوان به کسب مدال نقره دو ۵۰۰۰ متر در بازی‌های المپیک تابستانی ۲۰۱۲ اشاره کرد.